# Алиша Греј
Алиша Греј (Гринвуд, 12. јануар 1995) је америчка професионална кошаркашица која игра за Далас Вингсе из Женске Националне Кошаркашке Асоцијације (ВНБА) и Елитзур Рамла из Израела. Играла је колеџ кошарку за Северну Каролину Тар Хилс и Јужну Каролину Гејмкокс. Након што ју је Далас изабрао, као 4. пик на ВНБА Драфту 2017, Греј је брзо одушевила своје фанове, освојивши награду ВНБА Руки године, а такође су јој пружили руку кад су ушли у плеј-оф.

## Средњошколска каријера
Била је чланица У18 САД кошаркашког националног тима, као и 3-на-3 национални тим. Три пута је проглашена државним играчем године. Водила је Вашингтон Каунти до трогодишњег рекорда од 88-4, који је укључивао савршен рекорд од 32-0 и државно првенство 3А године 2010-11. Као јуниор, Греј је просечно постизала 32 поена и 8.5 скокова на путу до државног вицешампиона. После је пропустила већи део сениорске сезоне са повредом колена.

## Каријера на колеџу
Високо рангирана, као седми играч у оквиру регрутне класе за регрутовање у 2013. години. Након што је добила понуде из Мериленда, Кентакија, Јужне Каролине итд., На крају је одлучила да се придружи Северној Каролини како би играла за тренера Силвију Хатчел. Након две године у Чапел Хилу, Греј шокантно изјавила да ће се пребацити. Тада је објављено да је њен разлог пребацивања био последица спортско-академског скандала УНЦ-а. У мају 2015. године објављено је да се Греј пребацила у Јужну Каролину како би играла за Дон Стели. Греј је на крају освојила државно првенство у својој првој сезони.

### Статистика на колеџу
Извор
| Година   | Тим              | ОУ  | Поени | ПШ%   | 3П%   | СБ%   | СПУ | АПУ | УПУ | БПУ | ППУ  |
| -------- | ---------------- | --- | ----- | ----- | ----- | ----- | --- | --- | --- | --- | ---- |
| 2013-14  | Северна Каролина | 36  | 501   | 41.8% | 41.8% | 73.6% | 5.5 | 1.3 | 1.4 | 0.4 | 13.9 |
| 2014-15  | Северна Каролина | 35  | 552   | 45.2% | 30.9% | 70.7% | 7.6 | 2.2 | 1.3 | 0.6 | 15.8 |
| 2016-17  | Јужна Каролина   | 37  | 487   | 51.0% | 31.6% | 73.5% | 5.0 | 2.5 | 1.3 | 0.6 | 13.2 |
| Каријера | Каријера         | 108 | 1540  | 47.9% | 34.8% | 72.3% | 6.0 | 2.0 | 1.4 | 0.6 | 14.3 |

## Професионална каријера

### ВНБА
Након што је помогла Јужној Каролини да освоји НЦАА првенство, Греј је одлучила да се пријави за ВНБА драфт 2017. године. Уласком би се одрекла своје последње сезоне колеџа. Далас Вингс ју је драфтовао као четврти пик, смештајући је у град где је освојила државну титулу пре две недеље, а на крају се упарила са саиграчицом из Јужне Каролине, Каелом Дејвис, која је изабрана на 10. месту. У својој руки сезони, Греј је одмах ушла у стартну поставу Вингс-а. Започела је у све 34 утакмице и постигла је просек 13.1 поена. 12. августа 2017. Греј је постигала 21 поен (највише у каријери) у поразу 96:88 од Конектикат Сан. Вингси су завршили као носиоци седмог места у лиги, са резултатом 16-18. Далас је поражен у плеј-оф утакмици 86-76 у првом колу од Вашингтон Мистикса. 19. септембра 2017. године, ВНБА је објавила да је Греј освојила награду Руки године за 2017. годину.
У другој сезони, Греј је наставила своју почетну улогу са Вингсима. Доласком центра, звезде Лиз Кембејџ, Греј је имала смањено офанзивно оптерећење за екипу. Греј је просечно достигла 9.2 поена у својој другој сезони, помажући Даласу до позиције 8 са резултатом 15-19. У плеј-оф утакмици у првом колу Вингс је изгубио од Финикс Меркјури-а 101:83.

### Израел
У јуну 2018. године Греј је потписала са Елитзур Рамла из израелске лиге за вансезону 2018-19.

## ВНБА статистика

### Регуларни део сезоне
| Сезона   | Екипа    | ОУ  | СУ  | МПУ  | ПШ%  | 3П%  | СБ%  | СПУ | АПУ | УПУ | БПУ | ППУ  |
| -------- | -------- | --- | --- | ---- | ---- | ---- | ---- | --- | --- | --- | --- | ---- |
| 2017     | Dalas    | 34  | 34  | 27.2 | .381 | .299 | .803 | 3.9 | 1.3 | 1.5 | 0.5 | 13.0 |
| 2018     | Dalas    | 34  | 34  | 26.7 | .403 | .270 | .863 | 3.4 | 2.4 | 1.3 | 0.2 | 9.2  |
| 2019     | Dalas    | 34  | 34  | 30.5 | .457 | .384 | .848 | 4.1 | 2.3 | 1.2 | 0.4 | 10.6 |
| Каријера | Каријера | 102 | 102 | 28.1 | .414 | .318 | .838 | 3.8 | 2.0 | 1.3 | 0.4 | 10.9 |

### Плеј-оф
| Сезона   | Екипа    | ОУ | СУ | МПУ  | ПШ%  | 3П%  | СБ%   | СПУ | АПУ | УПУ | БПУ | ППУ |
| -------- | -------- | -- | -- | ---- | ---- | ---- | ----- | --- | --- | --- | --- | --- |
| 2017     | Dalas    | 1  | 1  | 16.1 | .000 | .000 | .750  | 3.0 | 0.0 | 1.0 | 0.0 | 3.0 |
| 2018     | Dalas    | 1  | 1  | 36.6 | .000 | .000 | 1.000 | 1.0 | 1.0 | 1.0 | 0.0 | 3.0 |
| Каријера | Каријера | 2  | 2  | 26.3 | .000 | .000 | .857  | 2.0 | 3.0 | 1.0 | 0.0 | 3.0 |